# Kalmithaus
Das Kalmithaus, auch Ludwigshafener Hütte genannt, nahe Maikammer im rheinland-pfälzischen Landkreis Südliche Weinstraße ist eine vom Ortsverein Ludwigshafen-Mannheim des Pfälzerwald-Vereins (PWV) bewirtschaftete Schutzhütte im Pfälzerwald. Sie steht im südlichen Teil der Haardt auf dem Gipfel der 672,6 m ü. NHN hohen Kalmit und ist die am höchsten gelegene Hütte im Pfälzerwald. Von ihrer Terrasse besteht oftmals eine hervorragende Aussicht in die Oberrheinische Tiefebene bis zu den Ausläufern des südlichen Odenwaldes und des nördlichen Schwarzwaldes. Unmittelbar neben der Hütte steht der für die Öffentlichkeit gesperrte Aussichtsturm Kalmit, der je eine Relaisfunkstelle, Wetterstation und Fernsicht-Messstation aufweist. Mit den anderen Häusern des Pfälzerwald-Vereins ist es seit 2021 mit dem Eintrag Pfälzerwaldhütten-Kultur Bestandteil des Immateriellen Kulturerbes in Deutschland der deutschen UNESCO-Kommission.

## Geschichte

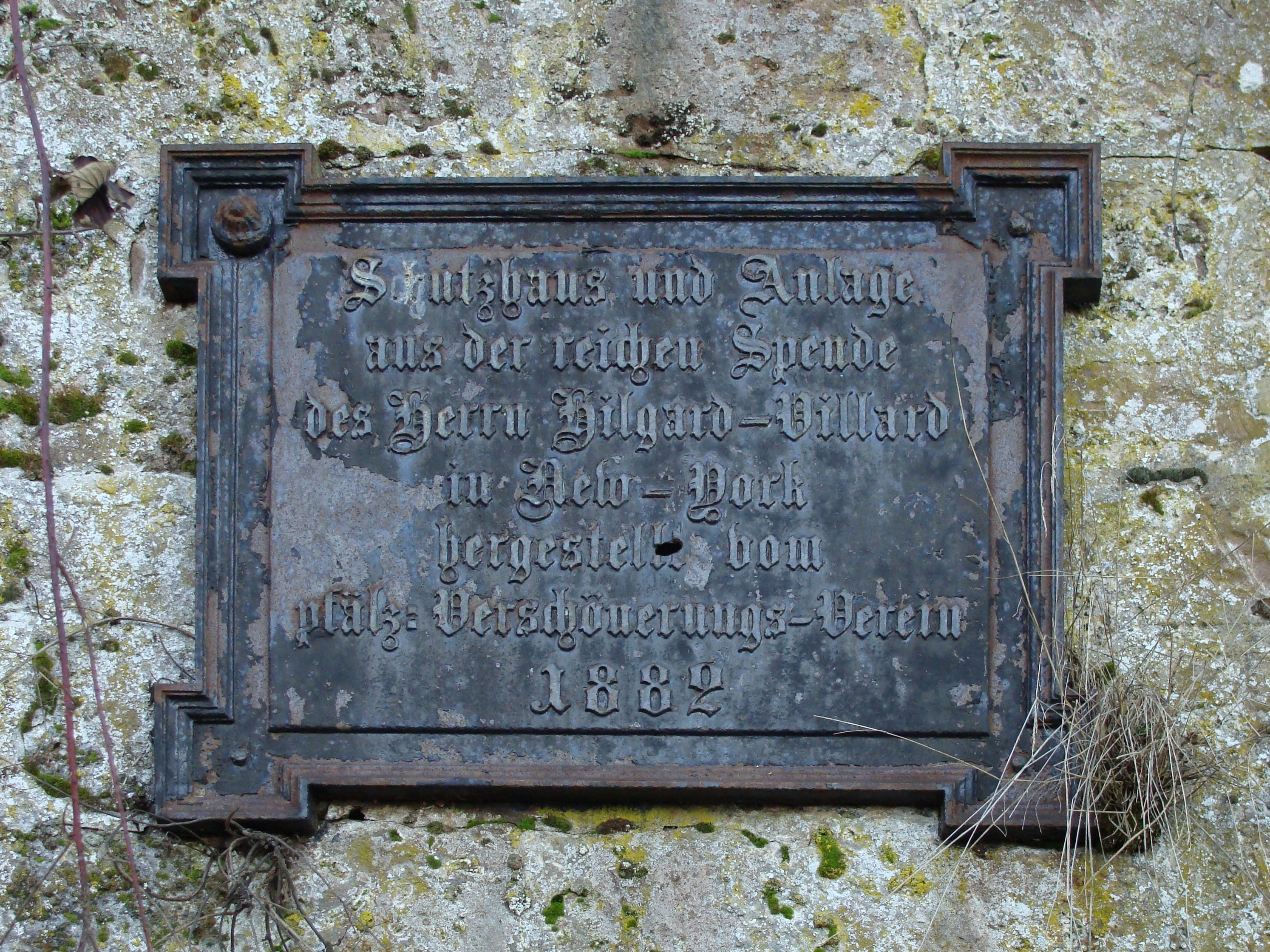
Erinnerungstafel

Eine Erinnerungstafel unterhalb des Kalmithauses weist auf eine 1882 durch den Pfälzischen Verschönerungsverein errichtete Schutzhütte hin. Die erste durch den Ortsverein Ludwigshafen des Pfälzerwald-Vereins bewirtschaftete Hütte wird 1908 eingeweiht. Nach dem Zweiten Weltkrieg ist die Kalmit und somit die Hütte durch französische Truppen besetzt. Nach langwierigen Verhandlungen wird die Hütte am 11. Oktober 1953 wieder freigegeben und dann 1955 wieder in Betrieb genommen. Nach dem Erhalt eines größeren Betrages durch das Kriegsschädenamt und aufgestockt durch Spenden kann 1957 eine völlig neue Hütte errichtet werden. Am 13. November 1981 wird durch eine Gasexplosion der vordere Teil der Hütte vollständig zerstört. Nach dem Wiederaufbau erfolgt am 12. Juni 1983 die Einweihung des jetzigen Kalmithauses.

## Zugänge und Wandern
Das Kalmithaus ist nur über Waldwege der Kalmit erreichbar; allerdings ist der über die Kalmithöhenstraße anfahrbare Wandererparkplatz Kalmit (ca. 645 m) nordwestlich des Gipfels nur etwa 250 Meter von der Hütte entfernt. Eine Aufstiegsmöglichkeit führt von Alsterweiler (211 m; Ortsteil von Maikammer) aus durch das Alsterweilerbachtal zwischen Wetterkreuzberg (400,7 m) und Breitenberg (545,2 m). Weitere Zugänge bestehen unter anderem von Sankt Martin (235 m) aus durch das Altbach- und Wolseltal, von Maikammer aus durch das Klausental und von Neustadt an der Weinstraße (130 m) durch das Kaltenbrunner Tal. Wanderungen sind auch vom Hüttenhohl (476,9 m) an der Totenkopfstraße über den Hüttenberg (620,1 m) mit dem Felsenmeer Hüttenberg oder vom Hambacher Schloss (379,2 m) über den Sommerberg (501,9 m), die Hohe-Loog-Ebene (582,5 m) und dem Zwergberg (589,3 m) möglich. Die benachbarten Hütten des Pfälzerwald-Vereins sind das Haus an den Fichten, die Totenkopfhütte, die Klausentalhütte und das Hohe Loog Haus.